# TROS RegelRecht
TROS RegelRecht is een Nederlands televisieprogramma van de TROS. Het programma wordt in afwisseling met Opgelicht?! uitgezonden op de dinsdagavond op Nederland 1. Het programma wordt gepresenteerd door Ivo Opstelten en een viertal deskundigen, Mildred Roethof, Joost Eerdmans, Clarice Stenger en Bernard Tomlow. In het programma komen maatschappelijke onderwerpen aan bod, die daarna door de deskundigen worden behandeld.

## Uitzendingen
| # | Datum           | Onderwerpen                                                   | Kijkcijfers       |
| - | --------------- | ------------------------------------------------------------- | ----------------- |
| 1 | 12 januari 2010 | Fietsenstallingen, VOG voor overblijfkrachten, Hangjongeren   | 1.135.000 kijkers |
| 2 | 26 januari 2010 | Bonnenquota, Boete gestolen paspoort, Burenruzies             | 1.375.000 kijkers |
| 3 | 9 februari 2010 | Zuipketen, Oog-in-oog met de dader, terugblik op vorige zaken | 1.027.000 kijkers |
| 4 | 9 maart 2010    | Overlast van gebruikersruimte, Seksueel misbruik              | 1.130.000 kijkers |
| 5 | 23 maart 2010   | Overlast van vrachtwagens, ...                                | 1.047.000 kijkers |